# Robert Turcescu
Robert Turcescu (n. 3 mai 1975, Pitești, România) este un jurnalist și om politic român, fost realizator al emisiunii radio „România în direct” și al talk-show-ului 100%. A publicat articole în Dilema și Dilema veche.
A fost moderatorul emisiunii politice Sub semnul întrebării, difuzată pe postul B1 TV. La 21 septembrie 2014, Robert Turcescu a explicat în direct la B1 TV că a fost ofițer acoperit, cu gradul de locotenent-colonel, și că renunță la emisiunea pe care o făcea la acest post.

## Biografie

### Studii
A absolvit liceul Nicolae Bălcescu          (denumirea actuală Colegiul Național Ion C. Brătianu) în anul 1993. În 1997 termină Școala Superioară de Jurnalistică din București, iar în 1998 Facultatea de Jurnalism și Științele Comunicării din cadrul Universității București.

### Debut în jurnalistică
Debutează în presă în 1993 la Curierul Național. Scrie la Pop Rock & Show, Ziua și Evenimentul Zilei. În continuare evoluează la radio, întâi la Radio Total unde devine redactor-șef la vârsta de 23 de ani.
În anul 2000 este numit redactor-șef la Europa FM unde devine realizatorul emisiunii România în direct, din anul 2000 până în octombrie 2008. În anul 2002, această emisiune a primit Premiul CNA pentru cel mai bun talk-show radio.

### Realitatea-Cațavencu
În paralel cu emisiunea de la Europa FM se implică în conducerea trustului Realitatea-Cațavencu. Are o emisiune la Realitatea TV, scrie la Cotidianul (unde este redactor șef între 2004-2005). Emisiunea TV cu numele 100%, devine un talk-show popular, fiind premiată în 2004 ca cel mai bun talk-show din televiziune de către Asociația Profesioniștilor de Televiziune. În timp emisiunea pierde substanța și iese din emisie un an de zile, dar revine în 2009.
În 2008 i se impune să renunțe la emisiunea de la Europa FM pentru nou înființatul Realitatea FM, unde se mută cu tot cu emisiune, luând în primire postul de director executiv. Numele noii emisiuni este România vorbește.

### B1 TV
De la sfârșitul lunii septembrie a anului 2010 și-a reluat emisiunea „100%” la postul de televiziune B1 TV.
Începând cu 10 octombrie 2011, a realizat emisiunea „Sub semnul întrebării”, tot la B1 TV, un talk-show cu public, difuzat în direct, de luni până joi.

### Publicații
În anul 2000 a debutat cu romanul Dincolo. A lansat și volume de publicistică, Dans de Bragadiru și Fiare Vechi, editate de Polirom. În 2012, a apărut la Editura „Mașina de scris” cartea Bucureștiul - chinurile și facerea.

### Alte preocupări
A predat cursuri de jurnalism la Centrul pentru Jurnalism Independent și la Școala Superioară de Jurnalistică.
A înregistrat piesa „Am bile” cu trupa Taxi.

### Premii și distincții
- 2001 Premiul Clubului Român de Presă pentru reportaj radio[4]
- 2002 Premiul CNA pentru cel mai bun talk-show radio - „România în direct”[4]
- 2004 Premiul Asociației Profesioniștilor de Televiziune pentru cel mai bun talk-show de televiziune - „100 %”[4]
- 2005 Premiul „Alexandra Indrieș” pentru „Contribuția la democratizarea României”, acordat de Societatea Timișoara[4]
- 2006 Premiul CNA pentru cel mai bun talk-show radio - „România în direct”[4]

### Cariera politică
La alegerile locale din 2016, a candidat la Primăria București, din partea Partidului Mișcarea Populară (PMP).  S-a clasat pe locul 4, cu 6,46% din voturi.  Pe 9 iunie 2016, a fost ales vicepreședinte al PMP   și desemnat președinte interimar al PMP București, funcție pe care a deținut-o până la 9 august, când a fost înlocuit de Valeriu Steriu. 
Turcescu a fost ales deputat de Constanța în legislatura 2016-2020 din partea PMP. 

## Controverse

### Amendă
Consiliul Național al Audiovizualului (CNA) a decis să amendeze B1 TV cu 70.000 de lei, pentru lipsă de imparțialitate și echilibru în edițiile din 12 și 25 decembrie ale emisiunii „Sub semnul întrebării”, condusă de Robert Turcescu. Sancțiunea a vizat încălcarea articolului 40, alineatul 3 din Codul de reglementare a conținutului audiovizual, potrivit căruia „Moderatorii programelor au obligația să nu folosească și să nu permită invitaților să folosească un limbaj injurios sau să instige la violență”, și a articolului 66, alineatul 1 din Cod - „În programele de știri și dezbateri informarea în probleme de interes public, de natură politică, economică, socială sau culturală, trebuie să respecte următoarele principii: a) asigurarea imparțialității, echilibrului și favorizarea liberei formări a opiniilor, prin prezentarea principalelor puncte de vedere aflate în opoziție, în perioada în care problemele sunt în dezbatere publică”.
Între afirmațiile vizate se numără și:
„Ba un amic mi-a spus că suntem conduși de un grup infracțional, atenție, nu organizat, ci dezorganizat. Asta e și mai grav, adică ăștia nici nu au ordine în ceea ce fac în momentul de față”,
și „Ăștia care au pus la cale practic o lovitură de stat, au amputat Codul Penal ridicându-se deasupra legilor (…) ajungem să trăim într-o țară în care niște demenți dau foc la țară și trebuie să vină pompierul de serviciu de la Ambasada Statelor Unite?”.

### Controversa acordării de grad militar
Mihai Gâdea a dezvăluit în cadrul emisiunii Sinteza Zilei din 20 iunie 2012 că Robert Turcescu figurează în evidențele militare ale MApN ca ofițer superior, fiind avansat la data de 14 aprilie 2010 de la absolvent direct la gradul de locotenent-colonel în rezervă de către ministrul Apărării de atunci, Gabriel Oprea.
Turcescu apărea pe o listă împreună cu politicieni, foști miniștri, primari, președinți, jurnaliști, despre care Antena 3 susținea că erau apropiați ai PDL.
La acel moment, Ministerul Apărării, condus de Corneliu Dobrițoiu, a transmis un comunicat în care se preciza: „Domnul Turcescu Robert figurează în evidențele militare ale MApN ca ofițer superior, fiind avansat de la absolvent direct la gradul de locotenent-colonel în rezervă la data de 14 aprilie 2010”.
În urma solicitării lui Turcescu, care a declarat că nu a satisfăcut stagiul militar și nu a solicitat niciodată să fie încorporat, MApN i-a retras gradul de locotenent-colonel, revocând ordinul de acordare de grade în rezervă.
La 21 septembrie 2014 Robert Turcescu a recunoscut că a fost locotenent-colonel sub acoperire al Direcției Informații Militare.
În seara aceleiași zile, a participat la emisiunea Sorinei Matei de la B1TV, confirmând autenticitatea textului publicat pe blog, despre care se speculase că ar fi fost o farsă pusă la cale de cineva care i-ar fi deturnat pagina de internet. După ce a transmis un mesaj pe care jurnalistul Cristian Tudor Popescu l-a descris mai târziu drept „delir mistic”, Turcescu s-a ridicat și a părăsit emisiunea.
Turcescu a declarat, printre altele: „Am ales să nu-l trădez pe bunul Dumnezeu și să fac aceasta mărturisire publică. Refuz să fiu Iuda în fața lui Christos, chiar dacă astăzi, celor ce vor citi și vor vedea acest text poate că nu le va fi foarte clar ce se întâmplă. Rugați-vă pentru mine și cu mine să fim iertați și izbăviți. Sunt pregătit să îndur oprobiul [sic!] public, îl merit, dar sper să avem parte de legi și de judecători drepți. Cu Dumnezeu înainte și va fi bine! Vă cer iertare tuturor.”

### Nunta luiGeorge Simion
Societatea Timișoara a anunțat, în seara zilei de 1 septembrie, că îi retrage premiul „Alexandra Indrieș” pe care l-a acordat fostului jurnalist Robert Turcescu în 2005. Decizia a fost luată în urma prezenței lui Turcescu la nunta lui George Simion, precum și a viziunilor din ce în ce mai apropiate de partidul acestuia. „Societatea Timișoara a luat act cu îngrijorare și mâhnire de pozițiile tot mai apropiate de ideologia AUR ale domnului Robert Turcescu, laureat al premiului «Alexandra Indrieș» în anul 2005. Participarea domnului Turcescu la nunta liderului AUR a fost un neașteptat și dezamăgitor prilej de a constata că domnul Turcescu și-a exprimat, implicit și explicit, simpatii pentru un lider extremist și o formațiune politică extremistă, aflați la antipodul valorilor promovate de Societatea Timișoara. Un asemenea comportament, inacceptabil pentru noi, se adaugă stuporii create de autodenunțul său din 2014, rămas într-o toxică ambiguitate, că este ofițer acoperit. Ținând cont de toate acestea, Societatea Timișoara anunță că îi retrage premiul «Alexandra Indrieș» domnului Robert Turcescu și îl somează să facă fireasca modificare în CV-ul său. Pentru a nu induce, din nou, în eroare persoane care chiar cred în valorile democrației”. 

## Viața personală
Dintr-o primă căsătorie, terminată prin divorț, Turcescu are o fată. După aceea, a avut o relație de lungă durată cu actrița Oana Sârbu. În 2014 s-a căsătorit cu Oana Nuțu..